# Ferrera di Varese
Ferrera di Varese – miejscowość i gmina we Włoszech, w regionie Lombardia, w prowincji Varese.
Według danych na rok 2004 gminę zamieszkiwały 564 osoby, 564 os./km².